# Brule
Brule és una població dels Estats Units a l'estat de Nebraska. Segons el cens del 2000 tenia 372 habitants.

## Demografia
Segons el cens del 2000, Brule tenia 372 habitants, 169 habitatges, i 111 famílies. La densitat de població era de 478,8 habitants per km².
Dels 169 habitatges en un 23,1% hi vivien nens de menys de 18 anys, en un 56,8% hi vivien parelles casades, en un 6,5% dones solteres, i en un 34,3% no eren unitats familiars. En el 30,8% dels habitatges hi vivien persones soles el 17,2% de les quals corresponia a persones de 65 anys o més que vivien soles. El nombre mitjà de persones vivint en cada habitatge era de 2,2 i el nombre mitjà de persones que vivien en cada família era de 2,77.
Per edats la població es repartia de la següent manera: un 21% tenia menys de 18 anys, un 3,8% entre 18 i 24, un 22,8% entre 25 i 44, un 25,8% de 45 a 60 i un 26,6% 65 anys o més.
L'edat mediana era de 47 anys. Per cada 100 dones de 18 o més anys hi havia 94,7 homes.
La renda mediana per habitatge era de 23.036 $ i la renda mediana per família de 34.063 $. Els homes tenien una renda mediana de 24.583 $ mentre que les dones 17.404 $. La renda per capita de la població era de 14.530 $. Aproximadament el 7,9% de les famílies i el 10,1% de la població estaven per davall del llindar de pobresa.

## Poblacions més properes
El següent diagrama mostra les poblacions més properes.